# ゲームガード
ゲームガード（gameguard）とは、主にオンラインゲームでのチートや外部ツールの利用を防止するためのチート対策ルートキットの一般名称である。チートに悪用されるAPIを監視したり、デバッガや仮想PCなどの起動を監視することができる。代表的なパッケージには、PunkBuster、アンラボ ハックシールド、nProtect GameGuardなどがある。

## 主な機能
- デバッガの起動の監視
- デバッグされることの防止 (デバッグ権限でのプロセス起動の禁止)
- 一般によく知られたツールの起動の禁止
- コード改変の禁止
- ネットワーク通信の保護
- チートに悪用されるAPIへのアクセス禁止
- プロセスなどへのアクセス権の変更
- キーボードマクロ、マウスマクロの禁止

## 動作の原理
ユーザーモードで動作するものはDLL injection、カーネルモードで動作するものはデバイスドライバを利用することが多い。技術的にはルートキットあるいはセキュリティ対策ソフトと共通する部分が多いとされる。

## 有効性
デバイスドライバを利用するものには一定の効果が期待できる。Cheat Engineやうさみみハリケーン、ゴーストリプレイのような有名なツールの利用をある程度防止することが出来るとされるが、利用できるツールも数多く存在するのが現状である。また、既存のパッケージだけで外部ツールやチート、マクロの利用を禁止しようとするのは、exploitやbypassツールが出回った際に大変危険である。